# مهران (محله تهران)

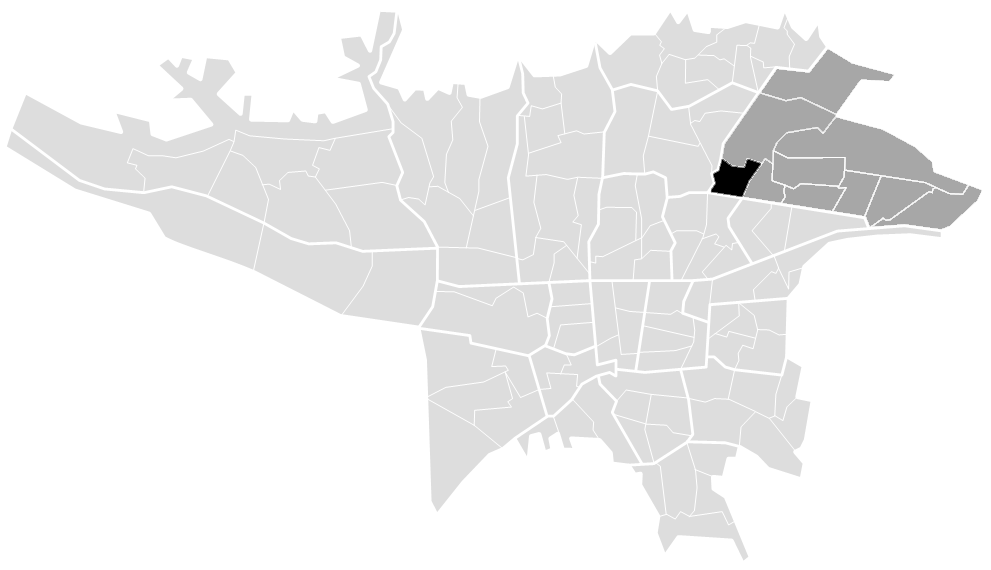
منطقهٔ مهران (رنگ مشکی)، واقع در منطقهٔ ۴ شهر تهران (رنگ خاکستری)

مهران یکی از مناطق شمالی شهر تهران است که از شمال به اتوبان شهید زین الدین، از جنوب به بزرگراه رسالت، از شرق به اتوبان صیاد شیرازی و از غرب به خیابان شریعتی ختم می‌گردد. احتمالاً از اینرو که منطقهٔ فعلی مهران در گذشته محل باغ مهران بوده‌است، این نام را برایش برگزیده‌اند. روستای مهران در گذشته ای نه چندان دور در این محله قرار داشته است.